# Hans Otto Erdmann
Hans Otto Erdmann (* 18. Dezember 1896 in Insterburg; † 4. September 1944 in Berlin-Plötzensee) war Berufsoffizier und Widerstandskämpfer des 20. Juli 1944.

## Leben
1944 war Oberstleutnant Erdmann im Wehrkreis I (Königsberg) der 1. Generalstabsoffizier. Claus Schenk Graf von Stauffenberg weihte Erdmann in die Umsturzpläne gegen Adolf Hitler ein, damit dieser die Befehle des Unternehmens Walküre in dem Wehrkreis ausführte. Für Sicherungsaufgaben stand ihm der ebenfalls eingeweihte Roland von Hößlin, Kommandeur einer Panzeraufklärungsausbildungsabteilung in Insterburg, zur Verfügung. Allerdings wurden am 20. Juli 1944 die Befehle der Verschwörer erst erteilt, als schon Hitlers Überleben des Attentats bekannt war. Daher war die Ausschaltung nationalsozialistischer Dienststellen und Amtsinhaber nicht mehr möglich.
Stauffenberg wollte zuerst Thadden und dann Kandt sprechen, aber beide lehnten das ab, und so sprach Stauffenberg mit Erdmann. Erdmann konnte ihm nur sagen, dass Hitler am Leben geblieben sei und im Wehrkreis I nichts geschehen konnte.
Am 14. August folgte die Verhaftung Erdmanns durch die Gestapo, am 4. September 1944 fand die Verhandlung vor dem Volksgerichtshof unter dessen Präsidenten Roland Freisler statt. Am selben Tage wurde Hans Otto Erdmann zum Tode verurteilt und in Plötzensee erhängt.
Im August 1944 zerstörte ein Bombenangriff auf Königsberg viele Häuser der Crantzer Allee mit Offizierswohnungen. Dort hatte er mit seiner Familie gelebt, die sofort nach der Verhaftung untertauchte und den Angriff überlebte.